# Parti communiste (Wallonie-Bruxelles)
Le Parti communiste (ou Parti communiste Wallonie-Bruxelles) est un parti politique belge francophone, successeur de l'ancien Parti communiste de Belgique. Il a été fondé en 1989, lors de la scission de celui-ci en deux formations. Le Parti communiste flamand ayant cessé d'exister, le PC francophone belge est aujourd'hui le seul parti issu de l'ex-PCB.
Il compte quelques conseillers communaux à Charleroi, Tournai, Courcelles, Manage (3), Le Rœulx, La Louvière et Trooz (2). Les résultats électoraux des communistes sont très faibles.
À plusieurs reprises dans les années 1990 et 2000 le Parti communiste Wallonie-Bruxelles a participé à des listes de rassemblement "à gauche du Parti socialiste", Gauches unies aux européennes, communales et régionales de 1994-1995, et des listes de cartels en 2009 et en 2010 (Front des gauches) avec divers partis trotskystes et autres. À d'autres occasions, des candidats du PC ont été présentés, et parfois élus sur des listes Ecolo (à Charleroi par exemple) ou PS (à Tournai par exemple) lors d'élections communales.
À partir des élections communales et provinciales de 2012, le PC systématise des alliances avec le Parti du travail de Belgique. Il obtient ainsi un conseiller provincial en Province de Liège, un conseiller communal et un conseiller de CPAS à Seraing. Il continue cette collaboration avec le PTB-GO durant les élections fédérales et régionales de 2014.
En janvier 1999, vingt-six membres de la Fédération bruxelloise du PC, dont l'ensemble de sa direction, rendent leur carte du parti, en désaccord avec la ligne d'autonomie électorale imposée par les fédérations wallonnes, la plupart adhèrent à Ecolo. Parmi eux, la secrétaire de fédération Anne Herscovici, conseillère communale Ecolo à Ixelles, et le président Michel Godard, conseiller communal suppléant (il est appelé à siéger en septembre 1999) Ecolo à Watermael-Boitsfort. La première deviendra présidente du CPAS d'Ixelles (2000-2006), puis députée régionale (2009-), le second échevin des travaux publics à Watermael-Boitsfort (2000-2003).
Il faisait partie du Parti de la gauche européenne jusqu'en juillet 2018. À la suite de ce départ, une partie des militants du PCB ont décidé de quitter le parti pour former le mouvement "Communistes de Wallonie-Bruxelles". Cette dissidence adhère directement au programme du Parti de la gauche européenne et s'associe régulièrement avec le Mouvement Demain.
En février 2020, à la suite du 36e congrès du parti (juin 2018-avril 2019), une partie des militants décident de quitter le PCB pour former leur propre-parti. Ils ont conservé le journal historique (Le Drapeau rouge) et l'ancien site internet.
En octobre 2022, le PCB est le seul parti belge présent pour le 22e congrès de la Rencontre internationale des partis communistes et ouvriers se déroulant à Cuba. Le même mois, le 14 octobre 2022, le PCB-CPB signe la Déclaration de Paris faisant adhérer le parti à l'internationale World Anti-Imperialist Platform.